# Fred Durst
William Frederick Durst (Jacksonville, Florida, 1970. augusztus 20. –) az amerikai Limp Bizkit rock-együttes frontembere, énekese, időnként gitárosa. Ezen kívül lemezkiadót vezet, emellett rendező, producer és színészként is kipróbálta magát.

## Élete
Fred Durst Jacksonville-ben született, Florida államban. Hányatott gyerekkora volt; apja elhagyta a családot, amikor Fred még csak pár hetes volt, így az anyja, Anita Durst egyedül nevelte kisfiát. Frednek nem volt se otthona, se munkája, se pénze, ezért kénytelenek voltak meghúzni magukat egy templom padlásterében. Mindketten a hívek által adott babaételen éltek. Nélkülözésük azonban szerencsére nem tartott sokáig, mivel az anyja találkozott Bill-lel, a rendőrrel, akivel két évvel később össze is házasodott. Bill úgy nevelte Durstöt, mintha a saját fia lenne. Bill és Anita házasságából született Corey, Durst féltestvére. A két gyerek hamar a KISS együttes rajongójává vált.
Később a négytagú család elhatározta, hogy Észak-Karolinába, Gastoniába költöznek. Fred az Ashley Junior középiskola tanulója lett és már itt kitűnt társai közül zenei érzékével. Corey meg is jósolta, hogy nagy előadó válik majd belőle.
Fredet közben érdekelni kezdte a breaktánc és a hiphop zene. Egy breaktánc-csoportot is létrehozott, akikkel több versenyt megnyert. Később kapott az anyjától egy mixert, és azon tanulta meg a rap alapjait, a mixelést és zeneszerzést.
Egyre több rapdalt írt, melyekkel versenyeken is indult, ami egy fehér gyerektől nem megszokott dolog, így hamarosan kirekesztettnek is érezte magát. Ráadásul, főleg feketékkel barátkozott, s emiatt szintén sok támadás érte; gyakran nemcsak szóban, de fizikailag is bántották, neki pedig meg kellett tanulnia megvédenie magát.
Ahogy a break kezdett kimenni a divatból, Durst és barátai érdeklődése a gördeszkázás felé fordult, ami egy teljesen új stílus volt, más ruházattal és zenékkel. Fredék természetesen követték a divatot, hallgatni kezdték a Suicidal Tendencies és a Black Flag slágereit, ezzel egyidőben pedig egyre agresszívabb dalokat írt.
Durst végül a Hunter Huss középiskolában érettségizett le 1988-ban, majd a Gaston College hallgatója lett szülei tanácsára, de ezt végül nem fejezte be. Különféle alkalmi munkákat vállalt, volt DJ és gyorsétterem alkalmazottja, de sehol nem dolgozott hosszabb ideig.
Mikor kifogyott a pénzből, elhatározta, hogy felkeresi valódi apját, remélve, hogy az kisegíti majd anyagiakban. Az anyja segítségével Jacksonville-ben meg is találta, de amikor visszatért szülőjéhez, ezt mondta apjáról: „Micsoda egy seggfej”. A találkozás után sokkal inkább tisztelni kezdte mostohaapját, a kedvéért jelentkezett haditengerészeti szolgálatra. Új állomáshelyén 20 évesen vette feleségül, Rachel Tergesent, akitől egy lánya, Adriana született. Két év szolgálat után azonban le kellett szerelnie egy csuklósérülés miatt. Hazatérve a feleségét egy idegen férfival találta, akit alaposan helyben is hagyott, amiért egy hónap szabadságvesztésre ítélték.
A börtön után visszatért Gastoniába. Ekkor határozta el, hogy híres lesz; újra hiphoppal kezdett foglalkozni és egy rap duót is alapított DJ barátjával, de nem lettek sikeresek. Fred azonban nem adta fel, az álmos Gastoniából Jacksonville-be költözött és tetoválóként kezdett dolgozni. Az ügyfelek nagyon elégedettek voltak a munkájával, többen javasolták, hogy inkább ebbe fektesse energiáját, s ne akarjon mindenáron rocksztár lenni, ami egyébként is csak egy álom, mely sosem válhat valóra. Fred szerencsére nem hallgatott rájuk és 1994-ben megalapította a Limp Bizkitet

## Karrierje
Alapító tagja volt a nu metalt játszó Limp Bizkit zenekarnak. Az együttest Sam Rivers basszusgitárossal és annak unokatestvérével John Otto dobossal hozták létre 1994-ben.
Wes Borland gitáros csak jóval később csatlakozott hozzájuk. Egy közös turné után ismerték meg DJ Lethalt, a volt House of Pain tagot aki csatlakozott hozzájuk. 
A Limp Bizkittel Fred Durst az 1990-es években rocksztárrá vált. Első nagy sikerük George Michael Faith című számának feldolgozása volt, és a népszerűséghez nagyban hozzájárult, hogy sokszor játszották az MTV-n, különösen a Total Request Live című műsorban. A banda többi slágere
többek között: Nookie, Break Stuff, Take A Look Around, Rollin’ és a My Generation.
Durst rendezte az együttes legtöbb videóklipjét, emellett más zenekarok – például a Korn és a Staind – klipjeiben is közreműködött.
Zenei ízlésére nagy hatással volt a Tool, a Wu-Tang Clan, a Blondie, a Smashing Pumpkins és a Suicidal Tendencies.

## Egyéb érdeklődési köre
A zene mellett a színészet is érdekli. Szerepet vállalt a Revelations (Jelenések) című 2005-ös minisorozatban. Ezenkívül seriffet alakít a Population 436 (Lélekszám 436) című mozifilmben. 2006-ban a The Education of Charlie Banks című filmet rendezte, melyben egy kisebb szerepet is alakított. Feltűnt még a Dr. House című sorozatban is, mint csapos.
Flawless néven saját kiadót alapított, mely a Geffen csoport tagjaként működik.